# 가즈마역
가즈마역(일본어: 鹿妻駅, かづまえき)은 일본 미야기현 히가시마쓰시마시에 있는, 동일본 여객철도의 철도역이다.

## 역 구조
1면 1선 구조의 지상역이다.

## 역세권 정보
- 국도 제45호선

## 역사
- 1929년 6월 1일: 미야기 전기 철도(ja)의 전철역으로 영업 개시.
- 1944년 5월 1일: 국유화.
- 1945년 6월 10일: 영업 후지.
- 1946년 6월 10일: 영업 재개.
- 1958년 10월 1일: 역무원 배치를 폐지.
- 1987년 4월 1일: 민영화에 따라 동일본 여객철도의 소속이 되었다.
- 2003년 10월 26일: 스이카 도입.
- 2011년 3월 11일: 동일본 대지진으로 영업 휴지.
- 2012년 3월 17일: 리쿠젠오노 ~ 야모토 구간이 운행 복귀함으로 영업 재개.

## 인접역
| 동일본 여객철도 ■ 센세키 선 | 동일본 여객철도 ■ 센세키 선 | 동일본 여객철도 ■ 센세키 선 |
| --------------------------- | --------------------------- | --------------------------- |
| 리쿠젠오노 아오바도리 방면  | ■ 보통                      | 야모토 이시노마키 방면      |